# Wrexie Leonard
Wrexie Leonard, född 1867, död 1937, var en amerikansk astronom.
Leonard var anställd som sekreterare hos astronomen Percival Lowell och började 1896 med hjälp av observatoriets teleskop undersöka planeten Mars. Teckningarna som hon skapade vid dessa tillfällen publicerade hon 1907 i tidskriften Popular Astronomy. Vid större observatorier fick kvinnor först 50 år senare tillåtelse att delta i forskningen.
Nedslagskratern Leonard på planeten Venus är uppkallad efter henne.